# نيكولاس اسموسين
نيكولاس اسموسين هو سياسي كندي، ولد في 14 أبريل 1871، وتوفي في 7 ديسمبر 1941. انتخب عضو برلمان مقاطعة أونتاريو.